# 張偉康 (籃球運動員)
張偉康（Cheung Wai Hong，1989年10月23日－），生於香港，配偶為張嘉欣(香港)，香港籃球運動員，司職得分後衛，正職為消防員，現時效力香港甲一籃球聯賽球隊滿貫。

## 籃球生涯
張偉康生於香港，就讀香港專業教育學院（柴灣）的運動管理及訓練科學高級文憑，由小學開始打籃球，從校際賽間開始已往績彪炳，3年內已由Division 3升上Division 1，亦代表校隊贏得多項冠軍，曾當選2007/2008年Nike League賽事的「得分王」及「三分王」，19歲已加入甲一球隊福建，一直備受重用兼球隊主力。2015年正式成為消防員駐守黃大仙區曾在一個紀律部隊賽事代表消防對民安處，一場射入20個三分球，全場轟入達87分。直至2016年轉會永倫可是由於大球會訓練量始終較多而作為消防員的他訓練出席率較低影響出場時間使他到2017年球季結束後轉會升班馬球隊滿貫爭取更多機會。2019年，張偉康是率領滿貫殺入總決賽的主力得分後衛。

## 國際賽生涯
張偉康是香港籃球代表隊成員，並曾入選香港代表隊參加2010年亞運會，2013年東亞運動會及亞洲籃球錦標賽。

## 家庭生活
據悉，張偉康在4年前曾在香港高登討論被爆疑似偷吃，但未婚妻張嘉欣Yanni始終不離不棄。2021年，結束愛情長跑，在香港證婚。
網站 = 張嘉欣的籃球員未婚夫張偉康爆周柏豪胞弟女友 （页面存档备份，存于）

## 外部連結
- 香港籃球總會網頁 （页面存档备份，存于）
- 香港運動員資料